# Хенндорф-ам-Валлерзе
Хенндорф-ам-Валлерзе (нем. Henndorf am Wallersee) — город  в Австрии, в федеральной земле Зальцбург. 
Входит в состав округа Зальцбург.  Население составляет 4777 человек (на 31 декабря 2005 года). Занимает площадь 23,47 км². Официальный код  —  50 317.

## Политическая ситуация
Бургомистр коммуны — Руперт Эдер (АНП) по результатам выборов 2004 года.
Совет представителей коммуны (нем. Gemeinderat) состоит из 21 места.
- АНП занимает 12 мест.
- СДПА занимает 7 мест.
- Партия FDH (Freie Demokraten Henndorf) занимает 2 места.